# سفينيا هوبر
سفينيا هوبر (بالألمانية: Svenja Huber) مواليد 23 أكتوبر 1985 في مانهايم، هي لاعبة كرة يد ألمانية تلعب كجناح أيمن. مثلت منتخب ألمانيا لكرة اليد للسيدات.

## سجل المنافسة
شاركت في البطولات التالية:
- بطولة أوروبا لكرة اليد للسيدات 2014
- بطولة أوروبا لكرة اليد للسيدات 2016

## روابط خارجية
- سفينيا هوبر على موقع الاتحاد الأوروبي لكرة اليد (الإنجليزية)